# Lugalannemundu van Adab
Lugalannemundu ca 2490-2400 v.Chr. was vorst van de stad Adab in Sumer.
Hoewel deze stad meestal een ondergeschikte rol in de Sumerische politiek speelde eiste hij na Kalbum van Kish de opperheerschappij over Sumer op. Hij wist enige tijd een vrij groot gebied aan zich onderhorig te maken. Volgens een inscriptie in Adab had hij het gezag over het 'cederland', Elam, Marhashi, Gutium, Subir, Martu, Sutium en Eanna. Dat is de grenslanden in het huidige Iran tot Koerdistan in het noorden en vervolgens in het westen stroomafwaarts tot Uruk (Eanna) aan de kust. Hij wijdde de tempel Enamzu in Adab aan de moedergoding Nintu en afgezanten van alle onderhorige gebieden kwamen hun geschenken brengen voor de inwijding. Lugalannemundu had daarmee een groter rijk gesticht dan de meeste van zijn voorgangers. Toch hield zijn rijk niet lang stand. Het Sumer van de 25ste eeuw v.Chr. bestond vooral uit eindeloos kibbelende stadstaten.